# Gerhard Franz (Generalmajor)
Gerhard Franz (* 26. Februar 1902 in Bobeck, Landratsamt Roda, Herzogtum Sachsen-Altenburg; † 24. Dezember 1975 in Bad Wildungen) war ein deutscher Offizier, zuletzt Generalmajor des Heeres der Wehrmacht.

## Laufbahn

### Reichswehr
Franz trat am 15. Oktober 1917 als 15-Jähriger in die Unteroffiziervorschule zu Weilburg ein. Er wurde am 5. April 1919 an die Unteroffiziersschule in Northeim versetzt und nach abgeschlossener Ausbildung am 12. September 1919 in das Reichswehr-Infanterie-Regiment 21 versetzt. Am 26. April 1920 erfolgte seine Beförderung zum Gefreiten, am 1. Oktober seine Versetzung zum Reichswehr-Infanterie-Regiment 20 und dann am 1. Januar 1921 zum 17. Infanterie-Regiment, das an diesem Tage aus den Reichswehr-Infanterie-Regimentern 7, 20, 21 und 110 des sogenannten Übergangsheeres gebildet wurde. Vom 6. Mai bis zum 15. Juli 1922 war er zum Offiziersanwärterlehrgang in Braunschweig abkommandiert, und nachdem er im Juli 1922 die entsprechende Prüfung bestanden hatte, wurde er am 3. Juli 1922 zum Offiziersanwärter ernannt. Es folgten zwei Lehrgänge an der Infanterieschule der Reichswehr vom 21. September 1922 bis zum 11. November 1923 in München, während deren er am 1. Dezember 1922 zum Unteroffizier und am 1. September 1923 zum Fähnrich ernannt wurde. Nach erneutem Dienst bei seinem Stammregiment, dem 17. Infanterie-Regiment (17. IR), folgten ein weiterer Lehrgang an der nach ihrer Beteiligung am missglückten Hitler-Putsch auf den Truppenübungsplatz Ohrdruf verlegten Infanterieschule vom 1. Mai 1924 bis zum 30. September 1924 sowie die Beförderungen zum Oberfähnrich am 1. Oktober 1924 und zum Leutnant am 1. Dezember 1924. Ebenfalls am 1. Dezember 1924 wurde er Kompanieoffizier in der 14. Kompanie des 17. IR. Am 1. Oktober 1925 wechselte er in gleicher Funktion zur 15. Kompanie, am 1. April 1927 zur 10. Kompanie. Dort wurde er am 1. März 1928 zum Oberleutnant befördert. Es folgten weitere Versetzungen am 1. Oktober 1930 zur 12. Kompanie und am 1. Oktober 1931 zur 14. Kompanie.
Am 1. Oktober 1933 wurde er zur Führergehilfenausbildung, der geheimen, da verbotenen Generalstabsausbildung kommandiert, während der er am 1. Juli 1934 zum Hauptmann befördert wurde. Nachdem er seine Generalstabsausbildung an der am 1. Mai 1935 wieder eröffneten Kriegsakademie beendet hatte, wurde er am 10. Juli 1935 zum Grenzabschnittskommando in Schweidnitz versetzt, aus dem am 15. Oktober 1935 die Heeresdienststelle 4 wurde. Ab 7. Januar 1937 diente er dann beim Generalstab des Heeres.

### Wehrmacht
Am 10. November 1938 wurde er zum Chef der 9. Kompanie des Infanterie-Regiments 9 ernannt und am 1. April 1939 (mit Rangdienstalter vom 1. April 1938) zum Major i. G. befördert. Am 15. Juni 1939 kam er zum Stab der 29. Infanterie-Division, wo er am 1. Juli 1939 zum Ersten Generalstabsoffizier (Ia) ernannt wurde; die Division wurde am 24. August 1939 in 29. Infanterie-Division (mot.) umbenannt; diese Dienststellung hatte er bis zum 23. Dezember 1941 inne. Beim Überfall auf Polen war die Division als Teil des XIV. Armeekorps der 10. Armee an der Einkesselung polnischer Streitkräfte bei Radom beteiligt. Franz wurde dabei mit dem Eisernen Kreuz II. und I. Klasse ausgezeichnet. Im Verband der 16. Armee nahm die Division am Westfeldzug teil, rückte in die Nähe des Ärmelkanals vor und war bei der Schlacht von Dünkirchen im Mai/Juni 1940 strategische Reserve. Danach nahm sie im Verband der am 1. Juni 1940 aus dem Generalkommando des XIX. Armeekorps gebildeten Panzergruppe des Generalobersten Heinz Guderian am schnellen Vorstoß, dem Fall Rot, im östlichen Frankreich teil, durch den der alliierte Südflügel entlang der Maginotlinie von Sedan bis zur Schweizer Grenze eingeschlossen wurde. Als Besatzungseinheit war die Division dann bis zum Frühsommer 1941 in Frankreich stationiert. Franz wurde in dieser Zeit am 1. April 1941 zum Oberstleutnant i. G. befördert (mit Rangdienstalter vom 1. Februar 1941).
Mit der am 16. November 1940 in Panzergruppe 2 umbenannten Gruppe Guderian wurde die Division dann an die Ostfront verlegt und nahm am Unternehmen Barbarossa, dem Überfall auf die Sowjetunion, teil. Sie kämpfte in den Kesselschlachten von Minsk, Smolensk und Brjansk und unterstützte Guderians Panzer bei Tula. Für seinen Anteil an diesen Erfolgen wurde Franz am 24. Juli 1941 mit dem Ritterkreuz des Eisernen Kreuzes ausgezeichnet. Vom 23. Dezember 1941 bis zum 15. April 1942 war er mit der Amtsführung des Ersten Generalstabsoffiziers des Höheren Kommandos XXXV z. b. V. beauftragt. Dann wurde er in die Führerreserve des Oberkommando des Heeres (OKH) versetzt und am 10. Mai zum Stabschef des XXXX. Armeekorps (mot.) ernannt. Dort erfolgte am 1. Juli 1942 seine Beförderung zum Oberst i. G.
Am 25. Juli 1942 wurde Franz in die Führerreserve des OKH versetzt, da er sich – gemeinsam mit seinem Korpskommandeur, General der Panzertruppe Georg Stumme, und dem Kommandeur der 23. Panzer-Division, Generalmajor Hans von Boineburg-Lengsfeld – vor dem Reichskriegsgericht wegen des Verlusts geheimer Angriffspläne für den Fall Blau zu verantworten hatte. Boineburg-Lengsfeld wurde freigesprochen. Stumme wurde zu fünf Jahren, Franz zu zwei Jahren Festungshaft verurteilt. Beide wurden jedoch nach wenigen Wochen wegen der Appelle mehrerer ranghoher Offiziere freigelassen und zum Afrikakorps versetzt. Franz wurde am 20. November 1942 zum Afrikakorps versetzt und am 7. Dezember zu dessen Generalstabschef ernannt.
Am 10. Februar 1943 wurde er wegen Krankheit wiederum in die Führerreserve des OKH versetzt. Erst am 1. August 1943 fand er eine neue Verwendung, als er zum Stabschef des an der Ostfront kämpfenden XXXXII. Armeekorps ernannt wurde. Am 14. Februar 1944 erhielt er das Deutsche Kreuz in Gold. Am 1. August 1944 wurde er erneut in die Führerreserve des OKH versetzt, um vom 8. bis 31. August 1944 am Divisionsführerlehrgang teilzunehmen. Am 17. September wurde er mit der Führung der durch Umbenennung der 568. Volksgrenadier-Division gebildeten und auf dem Truppenübungsplatz Königsbrück (Oberlausitz) in Neuaufstellung befindlichen 256. Volksgrenadier-Division beauftragt. Die Division wurde am 25. September 1944 zur weiteren Ausbildung nach Groningen verlegt und befand sich ab Oktober 1944 als Reserve der Heeresgruppe B im Raum Tilburg. Sie kämpfte dann im Verband der 15. Armee zwischen Turnhout und ’s-Hertogenbosch in der Schlacht an der Scheldemündung, wurde aber mit der gesamten 15. Armee über den Waal zurückgedrängt.
Am 18. November wurde die Division per Eisenbahn nach Hagenau im Elsass zur 1. Armee verlegt und bezog Stellungen etwa 5 km südlich von Hagenau. Dort wurde Franz am 1. Dezember zum Generalmajor befördert und zum Kommandeur der Division ernannt. Nach einem misslungenen Angriff in Richtung Zabern wurde seine Division in die Defensive am Westwall gedrängt. Danach nahm sie ab dem 31. Dezember 1944 im Verband des LXXXIX. Korps am Unternehmen Nordwind teil, dem Versuch, das Elsass nördlich des Marne-Rhein-Kanals wiederzuerobern. Hierzu wurde die Division in den letzten Dezembertagen in den Raum Ludwigswinkel verlegt. Ihr in der Silvesternacht 1944 begonnener Angriff in Richtung Zaberner Steige kam unter schweren eigenen Verlusten nur langsam voran und endete schließlich in Rothbach, weit nördlich der Zaberner Steige. Als die deutsche Offensive am 26. Januar eingestellt wurde, bestanden nur noch Reste der Division, die dann an den rechten Flügel der 1. Armee südlich von Trier verlegt wurden und ab 16. Februar in den Rückzugsgefechten gegen die vordrängenden Amerikaner beteiligt waren. Anfang März musste das linke Saarufer mit Saarburg geräumt werden, und am 7. März wurde die dezimierte Division auf die Ruwer zurückgedrängt und in den Hunsrück zurückgenommen. Von dort zogen sich die verbliebenen Reste an den Rhein bei Speyer zurück, der mit der Spitze am 25. März erreicht wurde. Nach Überschreiten des Rheins marschierten die Überlebenden unter andauerndem Beschuss durch Artillerie und Tiefflieger nach Nordosten durch Südhessen und Unterfranken.
Franz geriet am 8. April 1945 bei Birnfeld, 25 km östlich von Bad Kissingen, in amerikanische Kriegsgefangenschaft. Er kam in das Kriegsgefangenenlager für Generäle und Stabsoffiziere in Trent Park (Camp 11), zum Schluss in das Kriegsgefangenenlager 186 (Camp186),  Berechurch Hall bei Colchester in Essex, und wurde von dort am 12. Mai 1948 entlassen und nach Deutschland zurückgebracht.
Er zog nach Bad Wildungen, verstarb dort am 24. Dezember 1975 und wurde auf dem dortigen Stadtfriedhof beigesetzt.